# Eunicidae
Eunicidae zijn een familie van borstelwormen (Polychaeta).

## Taxonomie
De volgende geslachten zijn bij de familie ingedeeld:
- Aciculomarphysa Hartmann-Schröder in Hartmann-Schröder & Zibrowius, 1998
- Esconites Thompson & Johnson, 1977 †
- Eunice Cuvier, 1817
- Euniphysa Wesenberg-Lund, 1949
- Fauchaldius Carrera-Parra & Salazar Vallejo, 1998
- Leodice Lamarck, 1818
- Lysidice Lamarck, 1818
- Marphysa Quatrefages, 1866
- Nicidion Kinberg, 1865
- Palola Gray in Stair, 1847
- Paucibranchia Molina-Acevedo, 2018
- Treadwellphysa Molina-Acevedo & Carrera-Parra, 2017

### Nomen dubium
- Heteromarphysa Verrill, 1900
- Mayeria Verrill, 1900

### Nomen nudum
- Eunice Rafinesque, 1815
- Palpiglossus Wagner, 1885

### Synoniemen
- Lycidice => Lysidice Lamarck, 1818
- Amphelothrix => Aphelothrix Chamberlin, 1919 => Marphysa Quatrefages, 1865
- Amphiro Kinberg, 1865 => Marphysa Quatrefages, 1865
- Amphiron => Amphiro Kinberg, 1865 => Marphysa Quatrefages, 1865
- Aphelothrix Chamberlin, 1919 => Marphysa Quatrefages, 1865
- Blainvillea Quatrefages, 1866 => Lysidice Lamarck, 1818
- Bleinvillea => Blainvillea Quatrefages, 1866 => Lysidice Lamarck, 1818
- Eriphyle] Kinberg, 1865 => Eunice Cuvier, 1817
- Heterophysa Shen & Wu, 1991 => Euniphysa Wesenberg-Lund, 1949
- Lithognatha Stewart, 1881 => Palola Gray in Stair, 1847
- Lysibranchia Cantone, 1983 => Marphysa Quatrefages, 1865
- Macduffia McIntosh, 1885 => Marphysa Quatrefages, 1865
- Nauphanta Kinberg, 1865 => Marphysa Quatrefages, 1865
- Nausicaa Kinberg, 1865 => Marphysa Quatrefages, 1865
- Nematonereis Schmarda, 1861 => Lysidice Lamarck, 1818
- Nereidice Blainville, 1828 => Lysidice Lamarck, 1818
- Nereidonta Blainville, 1828 => Eunice Cuvier, 1817
- Nicidon => Nicidion Kinberg, 1865
- Palolo => Palola Gray in Stair, 1847
- Paraeuniphysa Wu & He, 1988 => Euniphysa Wesenberg-Lund, 1949
- Paramarphysa Ehlers, 1887=> Marphysa Quatrefages, 1865
- Tibiana Lamarck, 1816 => Eunice Cuvier, 1817